# As Daylight Dies
 (mars 2017).
Si vous disposez d'ouvrages ou d'articles de référence ou si vous connaissez des sites web de qualité traitant du thème abordé ici, merci de compléter l'article en donnant les références utiles à sa vérifiabilité et en les liant à la section « Notes et références ».
Albums de Killswitch Engage
The End of Heartache
(2004) Killswitch Engage
(2009)
Singles
1. My Curse
Sortie : 6 novembre 2006
2. The Arms of Sorrow
Sortie : 26 avril 2007
3. Holy Diver
Sortie : 17 août 2007

As Daylight Dies est le 4e album studio du groupe de metalcore américain Killswitch Engage, sorti aux États-Unis le 21 novembre 2006.
Le premier single, My Curse (en), apparaît sur les stations radio le 30 octobre.

## Présentation
L'album entre au Billboard 200 à la 32e position et se vend à 60 000 exemplaires en une semaine,. C'est le premier album de Killswitch Engage qui ne contient pas d'interlude instrumental.
Une édition spéciale de l'album sort le 28 août 2007. Elle contient les trois bonus, dont les deux clips de l'album, et la reprise de Holy Diver de Dio.
L'album a été certifié disque d’or le 30 juin 2009 (le même jour sort son successeur Killswitch Engage).

## Liste des titres
| 1.    | Daylight Dies         | 4:06 |
| 2.    | This Is Absolution    | 3:34 |
| 3.    | The Arms of Sorrow    | 3:44 |
| 4.    | Unbroken              | 3:09 |
| 5.    | My Curse              | 4:05 |
| 6.    | For You               | 4:03 |
| 7.    | Still Beats Your Name | 3:20 |
| 8.    | Eye of the Storm      | 3:56 |
| 9.    | Break the Silence     | 4:32 |
| 10.   | Desperate Times       | 4:26 |
| 11.   | Reject Yourself       | 4:45 |
| 43:39 |                       |      |

| Titres bonus - Édition limitée Target Edition américaine (21 novembre 2006) | Titres bonus - Édition limitée Target Edition américaine (21 novembre 2006) | Titres bonus - Édition limitée Target Edition américaine (21 novembre 2006) | Titres bonus - Édition limitée Target Edition américaine (21 novembre 2006) | Titres bonus - Édition limitée Target Edition américaine (21 novembre 2006) | Titres bonus - Édition limitée Target Edition américaine (21 novembre 2006) | Titres bonus - Édition limitée Target Edition américaine (21 novembre 2006) | Titres bonus - Édition limitée Target Edition américaine (21 novembre 2006) | Titres bonus - Édition limitée Target Edition américaine (21 novembre 2006) | Titres bonus - Édition limitée Target Edition américaine (21 novembre 2006) |
| No                                                                          | Titre                                                                       | Durée                                                                       |                                                                             |                                                                             |                                                                             |                                                                             |                                                                             |                                                                             |                                                                             |
| --------------------------------------------------------------------------- | --------------------------------------------------------------------------- | --------------------------------------------------------------------------- | --------------------------------------------------------------------------- | --------------------------------------------------------------------------- | --------------------------------------------------------------------------- | --------------------------------------------------------------------------- | --------------------------------------------------------------------------- | --------------------------------------------------------------------------- | --------------------------------------------------------------------------- |
| 12.                                                                         | Let the Bridges Burn                                                        | 4:29                                                                        |                                                                             |                                                                             |                                                                             |                                                                             |                                                                             |                                                                             |                                                                             |
| 48:03                                                                       |                                                                             |                                                                             |                                                                             |                                                                             |                                                                             |                                                                             |                                                                             |                                                                             |                                                                             |

| 1. | My Last Serenade     | 3:24 |
| 2. | The End of Heartache | 3:34 |
| 3. | When Darkness Falls  | 3:47 |

| 12.    | Be One                             | 3:31  |
| 13.    | Let the Bridges Burn               | 4:29  |
| 14.    | This Fire                          | 3:09  |
| 15.    | Holy Diver (Reprise de Dio)        | 4:10  |
| ..     | 'DVD Vidéos'                       |       |
| DVD-1. | My Curse                           | 4:06  |
| DVD-2. | The Arms Of Sorrow                 | 3:51  |
| DVD-3. | Holy Diver                         | 4:23  |
| DVD-4. | The Making-of "My Curse"           | 19:48 |
| DVD-5. | The Making-of "The Arms Of Sorrow" | 10:20 |

## Crédits

### Membres du groupe
- Howard Jones (Killswitch Engage) : chant (leader)
- Adam Dutkiewicz : guitare (lead), chant, claviers
- Joel Stroetzel : guitare rythmique, chœurs
- Mike D'Antonio : basse
- Justin Foley : batterie, percussion

### Équipes technique et production
- Photographie – Daragh McDonagh
- Production, ingénierie, mixage : Adam Dutkiewicz
- Ingénierie (assistant) : Ian Neill
- Mastering : Ted Jensen
- Design, Artwork, Layout, Photographie : Mike D'Antonio